# Eichlinghofen
Eichlinghofen, Dortmund-Eichlinghofen – dzielnica miasta Dortmund w Niemczech, w kraju związkowym Nadrenia Północna-Westfalia, w okręgu administracyjnym Hombruch.